# Lars Ilshammar
Lars Patrik Ilshammar, född den 7 januari 1959 i Ljusdal, är en svensk historiker, IT-debattör och biträdande riksbibliotekarie vid Kungliga biblioteket. Han har tidigare varit chef för avdelningen för fysiska samlingar vid Kungliga biblioteket, institutionschef för Arbetarrörelsens arkiv och bibliotek i Stockholm, föreståndare för forskningsprogrammet DemocrIT vid Örebro universitet och redaktör för tidskriften Media i Fokus, som gavs ut av Arenagruppen. 
Ilshammar har en bakgrund som journalist och har bland annat varit styrelseledamot i Sveriges Radio, Sveriges Television och Institutet för framtidsstudier samt chefredaktör för Örebro-Kuriren. I början av 1980-talet var han redaktör för Bild & Bubbla. Han är ledamot av kulturgruppen Hälsinge Akademi och var tillsammans med Pelle Snickars och Per Vesterlund redaktör för antologin Citizen Schein (2010), som handlar om Harry Schein.
Ilshammar och Ola Larsmo har tillsammans skrivit två böcker om frågor som den digitala revolutionen gett upphov till. 1997 kom Net.wars: kampen om nätet och 2005 404: utflykter i glömskans sällskap.